# Фридрих Вилхелм фон Халберщат
Фридрих Вилхелм фон Халберщат (на немски: Friedrich Wilhelm von Halberstadt; * 3 януари 1694 в Шверин; † 1751 във Венделсдорф в Мекленбург) е благородник от стария род фон Халберщат от Западен Мекленбург.
Той е син на Ото Кристоф фон Халберщат (1654 – 1713) и съпругата му Мария Катарина фон Паркентин (1664 – сл. 1710), дъщеря на Фридрих Улрих фон Паркентин и София фон Оертцен. Внук е на херцогския мекленбургски обрист и курфюрстски Кьолнски генерал-майор Балтазар Гебхард фон Халберщат (1621 – 1692) и Хедвиг Клара фон Тун (1620 – 1690). Потомък е на Вернер II фон Халберщат († сл. 1337), бургман на Шверин (1321 – 1337), син на рицар (1271) Вернер I фон Халберщат († сл. 1274).
Брат е на София фон Халберщат (* 1687), омъжена за	Кристиан фон Бюлов, и на Доротея Магдалена фон Халберщат (1696 – сл. 1741), омъжена ок. 1715 г. за Филип Кристоф фон Тун (1681 – сл. 1738).
Благородническият род фон Халберщат е почти четири века уважавана фамилия с големи собствености в Западен Мекленбург и измира през 1783 г.

## Фамилия
Фридрих Вилхелм фон Халберщат се жени на 16 февруари 1725 г. в Даргун в Мекленбург-Предна Померания за Хедвиг Маргарета фон Малтцан (* юни 1703, Гюстров, Мекленбург-Шверин; † сл. 1745), дъщеря на Карл Густав I фон Малтцан (1663 – 1713) и София Хедвиг фон Мекленбург (1673 – 1746), внучка на херцог Йохан Албрехт II фон Мекленбург-Гюстров (1590 – 1636), дъщеря на съветника в Шверин и княжески мекленбургски хауптман Георг фон Мекленбург († 1675) и втората му съпруга Хедвиг Маргарета фон Ловтцов († 1738). Те имат дъщеря:
- Августа София фон Халберщат (* 1726, Даргун; † 1март 1759, Даргун), омъжена за Карл Вилхелм фон дер Гроебен (* 13 април 1711; † 21 септември 1783)